# San José del Caliche
San José del Caliche es una localidad del estado mexicano de Jalisco. Es parte del municipio de Unión de San Antonio.

## Toponimia
El nombre «San José» hace referencia al santo patrono de la localidad: José de Nazaret.

## Demografía
| Gráfica de evolución demográfica |
|                                  |

| Censo | Población |
| ----- | --------- |
| 1900  | 259       |
| 1910  | 282       |
| 1921  | 318       |
| 1930  | 274       |
| 1940  | 266       |
| 1950  | 336       |
| 1960  | 448       |
| 1970  | 536       |
| 1980  | 475       |
| 1990  | 629       |
| 2000  | 856       |
| 2010  | 1 138     |
| 2020  | 1 293     |